# 高橋勇治
高橋 勇治（たかはし ゆうじ、1909年（明治42年）1月15日 - 1992年（平成4年）2月6日）は、日本の外国法学者、東京大学社会科学研究所名誉教授。

## 経歴・人物
高知県出身。旧制高知県立城北中学校、旧制高知高等学校、東京帝国大学法学部卒業。北京大学教授、敗戦で法政大学教授、1947年東京大学社会科学研究所助教授、1952年教授、1969年定年退官、名誉教授。千葉大学教授、1974年定年。没後正四位叙勲。中国憲法が専門で、戦後は中華人民共和国、北朝鮮の支持者となった。

## 著書
- 「三民主義概説」東亜研究講座 東亜研究会 1939
- 「孫文」日本評論社 東洋思想叢書 1943
- 「中華民国憲法」有斐閣 法学選書 外国憲法の研究 1948
- 「中国国民党と中国共産党」白日書院 社会科学研究叢書 1948
- 「中国人民革命の研究」弘文堂 東京大学社会科学研究所研究叢書 1957

### 共編著
- 「人民民主主義の研究」戸沢鉄彦共編 勁草書房 政治学研究叢書 1954-1956
- 「政治と公法の諸問題」高柳信一共編 東京大学出版会 1963
- 「文化大革命と毛沢東思想」米沢秀夫共編 日中出版 1973
- 「チュチェの国朝鮮を訪ねて」安井郁共編 読売新聞社 1974
- 「中国社会主義の問題点」重沢俊郎共編 日中出版 1977

### 翻訳
- 「中華人民共和国憲法講義」中央政法幹部学校国家法教研室編著 浅井敦共訳 弘文堂 1960